# Liste der Biografien/Grug
Liste der Biografien |
Portal Biografien |
Personensuche
# |
A |
B |
C |
D |
E |
F |
G |
H |
I |
J |
K |
L |
M |
N |
O |
P |
Q |
R |
S |
T |
U |
V |
W |
X |
Y |
Z |
?
 
Ga |
Gb |
Gc |
Gd |
Ge |
Gf |
Gh |
Gi |
Gj |
Gk |
Gl |
Gm |
Gn |
Go |
Gp |
Gq |
Gr |
Gs |
Gu |
Gv |
Gw |
Gy |
Gz
 
Gra |
Grb–Grd |
Gre |
Grg |
Gri |
Grj |
Grk |
Grl |
Grm |
Gro |
Grs |
Gru |
Gry |
Grz
 
Grua |
Grub |
Gruc |
Grud |
Grue |
Gruf |
Grug |
Gruh |
Grui |
Gruj |
Grul |
Grum |
Grun |
Gruo |
Grup |
Grus |
Grut |
Gruv |
Gruw |
Gruy |
Gruz
Die Liste der Biografien führt alle Personen auf, die in der deutschsprachigen Wikipedia einen Artikel haben. Dieses ist eine Teilliste mit 13 Einträgen von Personen, deren Namen mit den Buchstaben „Grug“ beginnt.

## Grug

### Gruge
- Grüger, Christof (1926–2014), deutscher Glaskünstler
- Grüger, Ev (1928–2017), deutsche Malerin, Grafikerin und Aquarellistin
- Gruger, Frederic Rodrigo (1871–1953), US-amerikanischer Illustrator
- Grüger, Johannes (1906–1992), deutscher Illustrator
- Grüger, Karin (* 1956), deutsche Schauspielerin, Synchronsprecherin und -regisseurin
- Grüger, Klara (1912–1999), deutsche Bäckersfrau und Gerechte unter den Völkern
- Grüger, Margit (* 1946), deutsche Malerin, Zeichnerin, Grafikerin, Bildhauerin und Lyrikerin
- Grüger, Max (* 2005), deutscher Fußballspieler
- Grüger, Stephan (* 1966), deutscher Politiker (SPD), MdL
- Gruget, Claude, französischer Herausgeber, Übersetzer, Altphilologe, Romanist und Hispanist

### Grugg
- Grugger, Adolf (* 1975), österreichischer Skispringer
- Grugger, Hans (* 1981), österreichischer Skirennläufer

### Grugi
- Grugier-Hill, Kamu (* 1994), US-amerikanischer American-Football-Spieler